# Ridebekken
Een ridebekken is een muziekinstrument uit de familie van de cimbalen.

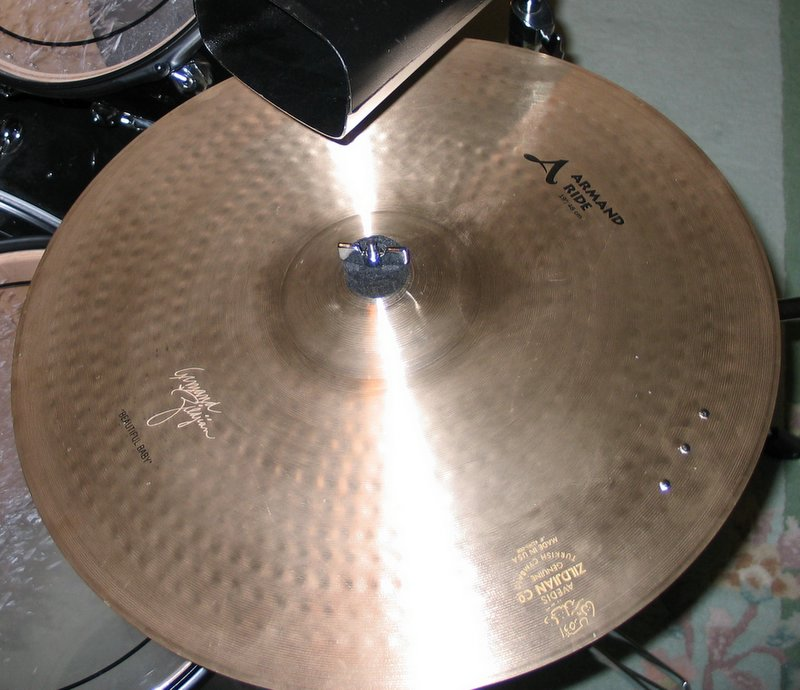
Ridebekken

Het is een bekken met een grote diameter die gebruikt wordt om het tempo aan te geven. De meest voorkomende diameters zijn 20" tot 22".
Zwaardere cimbalen met een diameter van 18" worden soms ook gebruikt. Zij worden aangeduid als 'crash-ridebekkens'. Grotere diameters zoals 24" en 26" bestaan ook, maar zijn minder courant.
Hoe dikker en groter het ridebekken is, des te hoger en droger wordt de klank. Jazzdrummers gebruiken voornamelijk dunne ridebekkens die een minder gedefinieerde, 'wash' produceren. Metal- en rockdrummers gebruiken zware, grote rides die luid en scherp het ritme aangeven.